# Mattias Söderhielm
Mattias Erik Gunnar Söderhielm, född 27 maj 1971 i Hedvig Eleonora församling, Stockholm, är en svensk entreprenör.
Söderhielm är civilingenjör i teknisk fysik från KTH. Efter att ha avslutat sitt examensarbete vid The Institute for the Future i Silicon Valley var han en av tre som 1994 startade Telias webbportal Passagen. Därefter var han som storägare delaktig i uppbyggnaden av Internetkonsultföretaget Framtidsfabriken (senare Framfab), där han satt i ledningen från 1997 till 2001. Han var också delaktig i grundandet av Bredbandsbolaget 1999 och en av de ursprungliga storägarna. Från 2003 till 2012 var han partner i bolaget bakom Internetspelen Hattrick och Popmundo och är sedan återköpet från Zattikka 2013 återigen ägare till Hattrick.  2013 grundade han Citytåg, ett bolag som planerade erbjuda persontrafik mellan Stockholm och Göteborg. 2014 sålde han bolaget till Skandinaviska Jernbanor innan trafiken startat.
Han var en av grundarna av nätverket Borgerligt ja till trängselavgifter, som samlade borgerliga politiker som ville se ett ja i folkomröstningen om trängselskatt i Stockholm 2006. 2008 grundade han politikernätverket Borgerligt nej till FRA-lagen
Han har också producerat opera: Kurfursten och Koppen. Han var producent för och skådespelare i Stephen Sondheims musikal Assassins, som hade professionell Skandinavienpremiär på Södra Teatern i Stockholm den 8 januari 2013.